# 5miinust
5miinust è un gruppo musicale estone formatosi nel 2015. È attualmente costituito dai rapper Põhja-Korea, Päevakoer, Lancelot ed Estoni Kohver.
Hanno rappresentato l'Estonia all'Eurovision Song Contest 2024 con il brano (Nendest) narkootikumidest ei tea me (küll) midagi, in collaborazione con i Puuluup.

## Storia del gruppo
Fondatosi a Võsu nella contea di Lääne-Virumaa, il gruppo è salito alla ribalta nel 2018, anno in cui entrambi gli album in studio Aasta plaat e Rämmar, pubblicati rispettivamente nel 2016 e nel 2017 attraverso la Legendaarne Records, si sono piazzati in top twenty della classifica degli album più venduti a livello nazionale, risultando due dei 18 dischi di maggior successo nel corso del 2018. L'anno successivo hanno inciso con Nublu il singolo Aluspükse, che ha trascorso sei settimane consecutive in vetta alla Eesti Tipp-40, divenendo il 3º brano più venduto in Estonia per quanto riguarda il 2019. Sempre nel medesimo anno sono entrati a far parte del gruppo baltico della Universal, etichetta attraverso la quale sono stati pubblicati i singoli successivi Paaristõuked, Peo lõpp e Loodus ja hobused, tutti e tre numero uno nella Eesti Tipp-40.
Nell'ambito degli Eesti Muusikaauhinnad, i premi principali dell'industria musicale estone, hanno trionfato nella categoria artista dell'anno in due occasioni, oltre ad ottenere due ulteriori candidature.
Nel 2023 il gruppo è stato confermato, assieme ai Puuluup, come uno dei partecipanti a Eesti Laul 2024, il programma di selezione del rappresentante estone all'annuale Eurovision Song Contest, dove hanno trionfato con la loro canzone (Nendest) narkootikumidest ei tea me (küll) midagi, guadagnando il diritto di rappresentare l'Estonia sul palco eurovisivo di Malmö. I due gruppi riescono a superare le semifinali dell'Eurovision, chiudendo al 6º posto la seconda semifinale e al 20º posto nella serata finale con 37 punti. Lo stesso brano e Isegi kakelda pole kellegagi hanno anticipato l'LP collaborativo Kannatused ehk külakiigel pole stopperit; che ha generato tre premi su quattro nomination all'edizione annuale degli EMA.

## Formazione
Attuale
- Karl "Põhja-Korea/Korea" Kivastik – voce
- Mihkel "Päevakoer" Tamm – voce
- Priit "Lancelot" Tomson – voce
- Kristjan "Estoni Kohver/Kohver" Jakobson – voce

Ex componenti
- Pavel "Venelane" Botšarov – voce (2015-2023)

## Discografia

### Album in studio
- 2016 – Aasta plaat
- 2017 – Rämmar
- 2024 – Kannatused ehk külakiigel pole stopperit (con i Puuluup)

### EP
- 2018 – Niid for spiid
- 2021 – Kõik on süüdi

### Singoli
- 2017 – Erootika pood
- 2018 – Võlg (feat. Tigran & 372)
- 2018 – Jõul (feat. Sass Henno)
- 2018 – Aitäh (feat. Sass Henno)
- 2019 – Tsirkus (con Nublu e Pluuto)
- 2019 – Lendan (feat. Orelipoiss)
- 2019 – Tasuta
- 2019 – Aluspükse (con Nublu)
- 2019 – Paaristõuked (con Villemdrillem)
- 2020 – Peo lõpp
- 2020 – Loodus ja hobused (con Hendrik Sal-Saller)
- 2021 – Gloria/Buffalo
- 2021 – Koptereid
- 2022 – Vamos
- 2023 – Kõrvetab/Kallab (con Nublu)
- 2023 – (Nendest) narkootikumidest ei tea me (küll) midagi (con i Puuluup)
- 2024 – Isegi kakelda pole kellegagi (con i Puuluup)
- 2025 – Pilates spiritual clüb (con Florian Wahl e Jozels)
- 2025 – Vanad noormehed

## Tournée
- 2023 – Kuum tuur (con Nublu)
- 2024 – Eurotuur (con i Puuluup)